# Le Danger (álbum)
Le Danger é o vigésimo segundo álbum da cantora francesa Françoise Hardy, tendo sido lançado na França e no exterior. A edição original francesa foi lançada em 1996.